# Weilerhof (Niederkassel)
Weilerhof ist ein Ortsteil des Niederkasseler Stadtteils Ranzel.

## Lage
Der Weilerhof liegt zwischen Ranzel und dem Kölner Stadtteil Libur und besteht aus drei Bauernhöfen. Nordöstlich liegt der Weilerhofer See.

## Geschichte
Der sich vom späteren Ortsteil Weilerhof herzuleitende Namenszusatz „von Wilre“ bzw. „von Wylre“ ist seit dem 14. Jahrhundert bekannt. Die älteste bekannte Erwähnung des Weilerhofes ist in einer Urkunde vom 1. Juli 1349 überliefert, in der ein Herr Gerhart Rost von Wylre genannt ist. 1353 vererbte Nella van Brughe den Weilerhof einem ihrer Söhne. Der Hof ging später in den Besitz des Herzogtum Berg über. Er gehörte im damaligen Amtsbereich Lülsdorf zu den größten Höfen.
In der französischen Zeit ging das Herzogtum Berg im Großherzogtum Berg auf. Die bisherige administrative Ordnung wurde 1808 an das französische Gliederung angepasst. Dabei wurde das bisherige Kirchspiel Lülsdorf (mit Ranzel und Weilerhof) und drei weitere Kirchspiele zur Mairie Niedercassel zusammengefasst, die dem Kanton Siegburg im Arrondissement Mülheim am Rhein des Departements des Rheins zugeordnet war. Nach der Niederlage Napoleons kam der Weilerhof aufgrund der 1815 auf dem Wiener Kongreß getroffenen Vereinbarungen zum Königreich Preußen und gehörte nun zum Kreis Siegburg im Regierungsbezirk Köln, der 1822 Teil der neu gebildeten preußischen Rheinprovinz wurde. Im gleichen Jahr wurde die Bürgermeisterei Niederkassel gebildet (ab 1927 Amt Niederkassel), aus der 1969 die Gemeinde Niederkassel entstand, die schließlich 1981 Stadtrechte erhielt.
Der Weilerhof wurde in drei selbstständigen Wirtschaftseinheiten geteilt.

## Verkehr
Die Kreisstraße 22 verbindet Weilerhof mit Ranzel und dem Kölner Stadtteil Libur. Weilerhof verfügt über eine Bushaltestelle; die Busse der Linie 163/550 verkehren nach Bonn (ZOB) sowie zum S-Bahnhof in Köln-Wahn.